# Deichstetterhaus
Das sogenannte Deichstetterhaus ist ein denkmalgeschütztes ehemaliges Ärztehaus im oberbayerischen Iffeldorf. Seit 2016 befindet sich in ihm das Rathaus der Gemeinde. Die Adresse lautet Staltacher Straße 34.

## Beschreibung

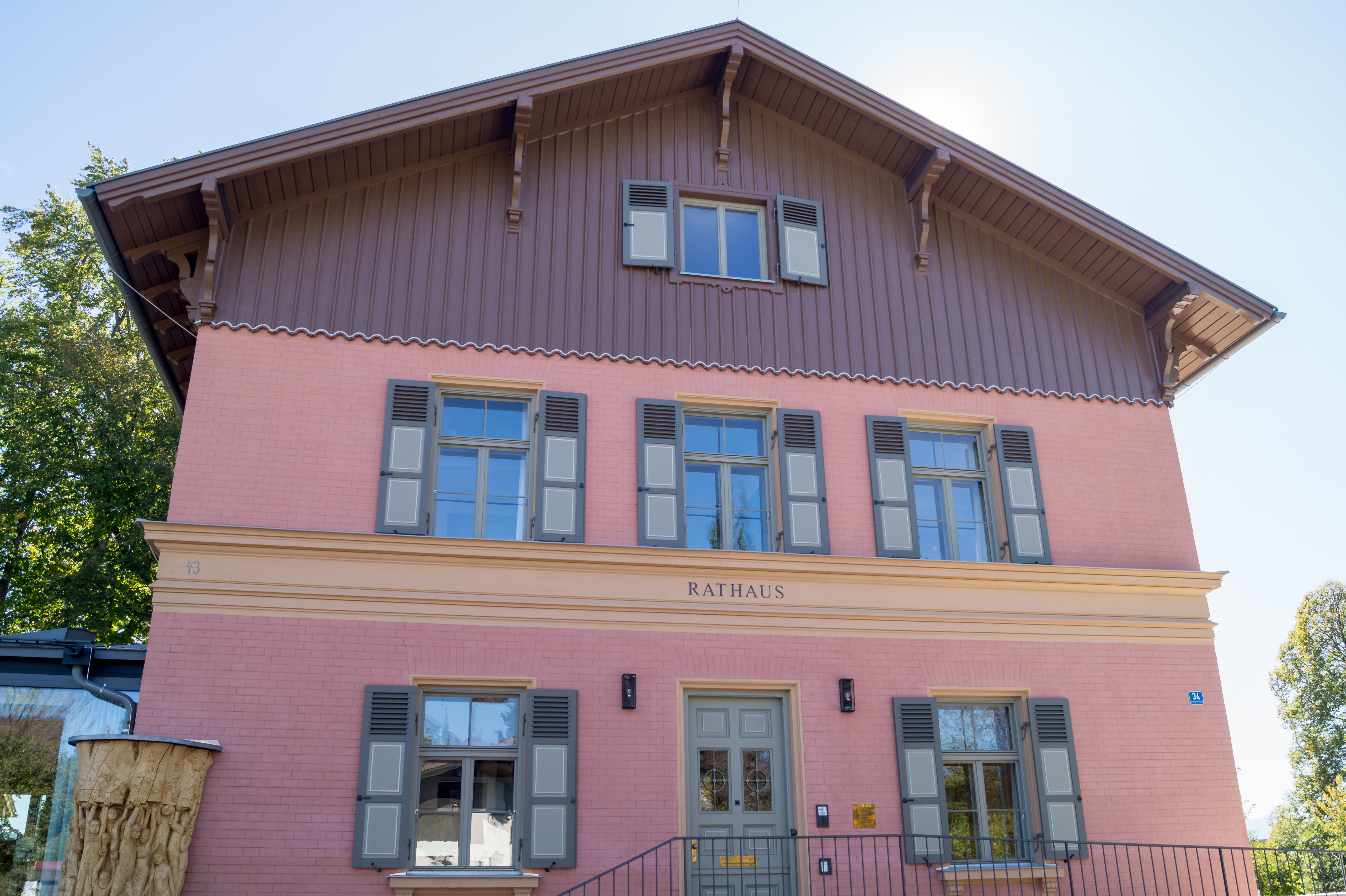
Fassade des Hauptgebäudes

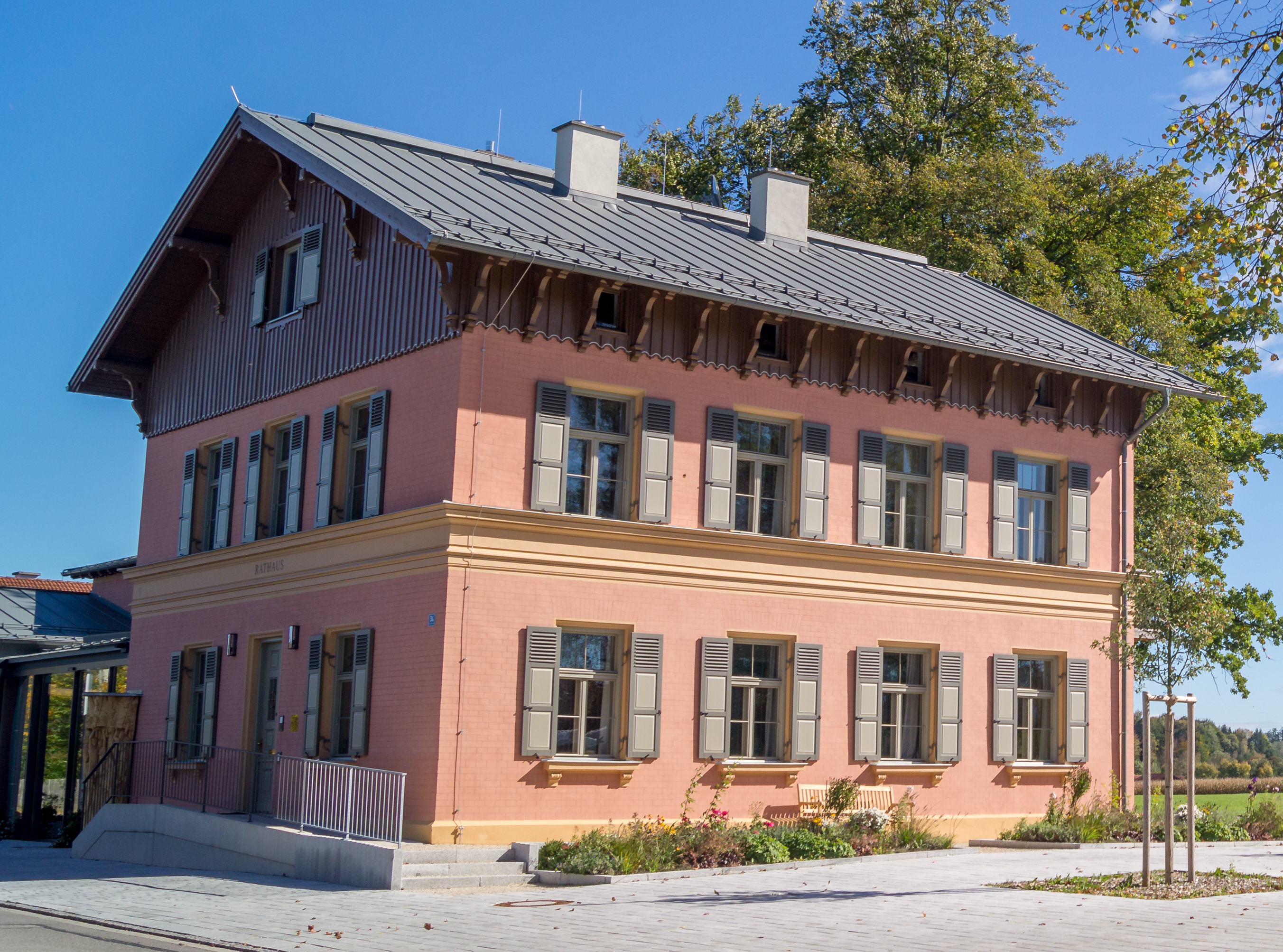
Westansicht

Das Haupthaus ist ein zweigeschossiger Giebelbau mit flachem Satteldach, verbrettertem Giebel und Gesimsgliederung, der aus verputztem Backstein im historisierenden Stil ausgeführt ist. Der Anstrich ist hell-ziegelrot. Die ehemalige Remise ist ein dreiteiliger Bau mit einem flachen Satteldach am Mittelteil und Pultdächern auf den Seitenteilen. Auch sie besteht aus verputztem Backstein. Diese beiden Gebäude sind durch einen 2015/16 errichteten, gläsernen Zwischbau, den „Bürgersaal“, miteinander verbunden.
Hinter der Remise steht außerdem ein schmales erdgeschossiges Nebengebäude als Holzständerbau mit Satteldach.

## Geschichte
Ab dem Jahr 1861 erwarb der Münchner Industrielle Joseph Anton von Maffei bäuerliche Anwesen mit landwirtschaftlicher Fläche und baute damit das Gut Staltach auf. 1870 starb Joseph Anton von Maffei, sein Neffe Hugo von Maffei trat das Erbe an. Durch die Gründung des Torfwerks, der Ziegelei und der Brauerei wuchs der Bedarf an Arbeitskräften immer weiter. Daher beschloss Hugo von Maffei 1877 ein Krankenhaus für die Arbeiter zu errichten und beauftragte den Münchner Architekten Ludwig Bayer mit dem Bau. Zusätzlich zum Hospital wurde ein Wohnhaus für den bzw. die dort tätigen Ärzte in Sichtweite, an der unbefestigten Verbindungsstraße zwischen dem Iffeldorfer Ortskern und Staltach errichtet. Im November 1878 erfolgte die Einweihung des Krankenhauses, zu dieser Zeit war auch das Ärztehaus bezugsfertig. Die ersten beiden im Doktorhaus wohnenden Personen waren die Ärzte Bamberger und Müller.
Im Jahre 1909 folgte Heinrich Deichstetter, der bis zur Schließung des Krankenhauses wegen Unrentabilität im Jahr 1925 dort tätig war. Nach der Stilllegung wurde das Krankenhausgebäude zu Wohnzwecken umgebaut, der Arzt Deichstetter übte seinen Beruf nun im Doktorhaus aus. Unklar ist wann das Haus im Sprachgebrauch den Namen „Deichstetterhaus“ erhielt. Jedoch kauften Heinrich Deichstetter und seine Frau Carola am 20. August 1928 von den Erben Maffeis das Haus für 25.000 Mark. Am 1. Januar 1942 wurde Deichstetter aus Altersgründen die Approbation entzogen. Danach lebte er mit geringem Einkommen weiter im Doktorhaus, um 1952 ließ er sein Haus in einer gelblichen Farbe streichen, für notwendige Innen-Renovierungsmaßnahmen reichte das Geld jedoch nicht aus. Zuvor war der Außenanstrich hell-ziegelrot. Heinrich Deichstetter starb im Jahr 1955 im Alter von 80 Jahren, im Haus lebten daraufhin bis zu ihrem Tod seine Frau Carola und seine Tochter Ella, verheiratete Hörrmann. 1982 zog zudem der Sohn der Letzteren, also der Enkel Heinrich Deichstetters, Wilhelm Hörrmann mitsamt seiner langjährigen Lebensgefährtin Waltraud Dudek ein. 1985 überschrieb Ella Hörrmann das geerbte Deichstetterhaus ihrem Sohn, vier Jahre später starb sie.
Der promovierte Mediziner Wilhelm Hörrmann verdiente seinen Lebensunterhalt durch Zuwendungen von Stiftungen, die die Untersuchungen der Forschungsgruppe Dr. Hörrmann zu Arteriosklerose, Multipler Sklerose und Krebserkrankungen unterstützten. Diese Forschungsgruppe war im Deichstetterhaus ansässig und bestand aus dessen Bewohnern Hörrmann und Dudek, die 2003 heirateten. Die Immobilie mitsamt der Remise verfiel sukzessive, sie besaß zudem keine Zentralheizung. Dudek starb 2007, daraufhin lebte Wilhelm Hörrmann allein in dem Gebäude, bis er am 9. Dezember 2011 Suizid beging.
In seinem Testament vermachte Wilhelm Hörrmann die Immobilie „der Gemeinde Iffeldorf für Verwaltungs- und/oder kulturelle Zwecke.“ Diese trat das Erbe nach einstimmigem Gemeinderatsbeschluss im Mai 2012 an und beschloss den Umbau zum Rathaus. Dagegen wurde ein Bürgerbegehren lanciert, der folgende Bürgerentscheid am 23. November 2014 fiel jedoch mit 39,6 % Zustimmung zugunsten des Umbaus zum Rathaus aus. Unter Planung des Architekturbüros Sunder-Plassmann wurde ein gläserner Zwischenbau („Bürgersaal“) errichtet, der unter anderem als Sitzungssaal genutzt wird.
Zwischenzeitlich wurde das Deichstetterhaus mit Brief vom 21. August 2013 zum Baudenkmal erklärt.
Nach knapp zweijähriger Bauzeit wurde das neue Rathaus mit Bürgersaal schließlich am 28. Oktober 2016 eingeweiht.